# I-52/I-152
I-52/I-152 — другий великий підводний човен Імперського флоту Японії, споруджений на основі досвіду Першої світової війни.
Враховуючи досягнення німецького підводного флоту під час війни, представники японського ВМФ переоцінили свої погляди на субмарини як засіб охорони прибережної зони і вирішили розпочати спорудження великих кораблів, здатних провадити віддалену розвідку та діяти проти ворожих флотів, які спробують наблизитись до Японії. У 1918 та 1919 фіскальних роках були виділені асигнування для розробки двох типів підводних човнів, прототипами яких стали британські та німецькі субмарини. Другим став закладений у 1922-му корабель, будівництво якого велось на верфі ВМФ у Куре, при цьому по завершенні у 1925 році він увійшов до складу флоту як І-52.
Після Першої світової війни японці найняли кілька сотень німецьких спеціалістів у галузі підводного флоту, які внесли значний вклад у розвиток цього напрямку для Імперського флоту. Зокрема, на основі найбільшого (з тих, що встигли взяти участь у бойових діях) німецького човна типу U-139 спроєктували тип KD2 (Kaidai-ni-gata). Він був дещо довший — 100,9 метра проти 92 метрів для U-139, але мав практично таку ж підводну водотоннажність — 2500 та 2483 тонни відповідно.  
Японці встановили два дизелі розробки швейцарської Sulzer загальною потужністю 5,1 МВт, тоді як німецький прототип мав 3 дизелі із загальним показником лише 2,8 МВт. Це дозволило досягнути значно вищої швидкості надводного ходу — 21,5 (на випробуваннях, у практичній експлуатації 19,5) вузла проти 15,8 вузла в німецького корабля. Підводний хід в обох випадках забезпечували по два електромотори схожої потужності — 1,5 МВт та 1,3 МВт, що знайшло відповідність у майже однаковій швидкості пересування в зануреному стані. А от дальність плавання U-139 економічним ходом становила аж 32 870 км проти 19 000 км у японського човна.
Доволі суттєво відрізнялось озброєння. Для KD2 обрали варіант з тим самим діаметром торпедних апаратів у 533-мм, проте більшою їх кількістю — 8 (6 носових та 2 кормових) проти 6 (4 носові та 2 кормові) на німецькому човні. Зате з артилерійського озброєння японський човен отримав лише одну 120-мм та одну 76-мм зенітну гармати проти двох 150-мм та двох 88-мм гармат U-139, що пояснювалось особливостями концепції бойового застосування, закладеної в німецький проєкт (за задумом фахівців Кайзерліхмаріне, човни такого типу мали ходити в далекі рейди проти ворожого торговельного судноплавства, під час яких знищували б ворожі судна артилерією або захоплювали їх з висадкою призових команд).
І-52 так і залишився єдиним представником типу KD2, оскільки другий закладений підводний човен у підсумку завершили як першу субмарину типу KD3, що нарешті стала головною в першій серії великих японських підводних човнів (можливо відзначити, що створений на основі британського прототипу І-51 мав великі проблеми з силовою установкою та в підсумку використовувався для випробувань різних технологій на верфі в Куре).
Певні характеристики І-52 не дозволили вважати його повноцінним бойовим кораблем. Тривалий період човен використовувався на верфі ВМФ у Куре (Внутрішнє Японське море) для тренувань та відпрацювання технологій, при цьому від часу спорудження й до листопада 1935-го він офіційно належав до 17-ї дивізії підводних човнів.
З лютого 1939-го І-52 перевели до військово-морського округу Майдзуру (узбережжя острова Хонсю, обернене до Японського моря). Вже після початку Другої світової І-52 повернули до Куре, де він вважався на службі до 1 серпня 1942-го (при цьому 20 травня 1942-го корабель перейменували на І-152, щоб звільнити нумерацію для нових крейсерських підводних човнів — так само вчинили щодо всіх субмарин KD типів).

З серпня 1942-го човен як Корпус № 14 перебував при школі підводного плавання в Куре, а після капітуляції Японії був зданий на злам.